# Galpinia transvaalica
Galpinia transvaalica là một loài thực vật có hoa trong họ Lythraceae. Loài này được N.E.Br. mô tả khoa học đầu tiên năm 1894.

## Hình ảnh

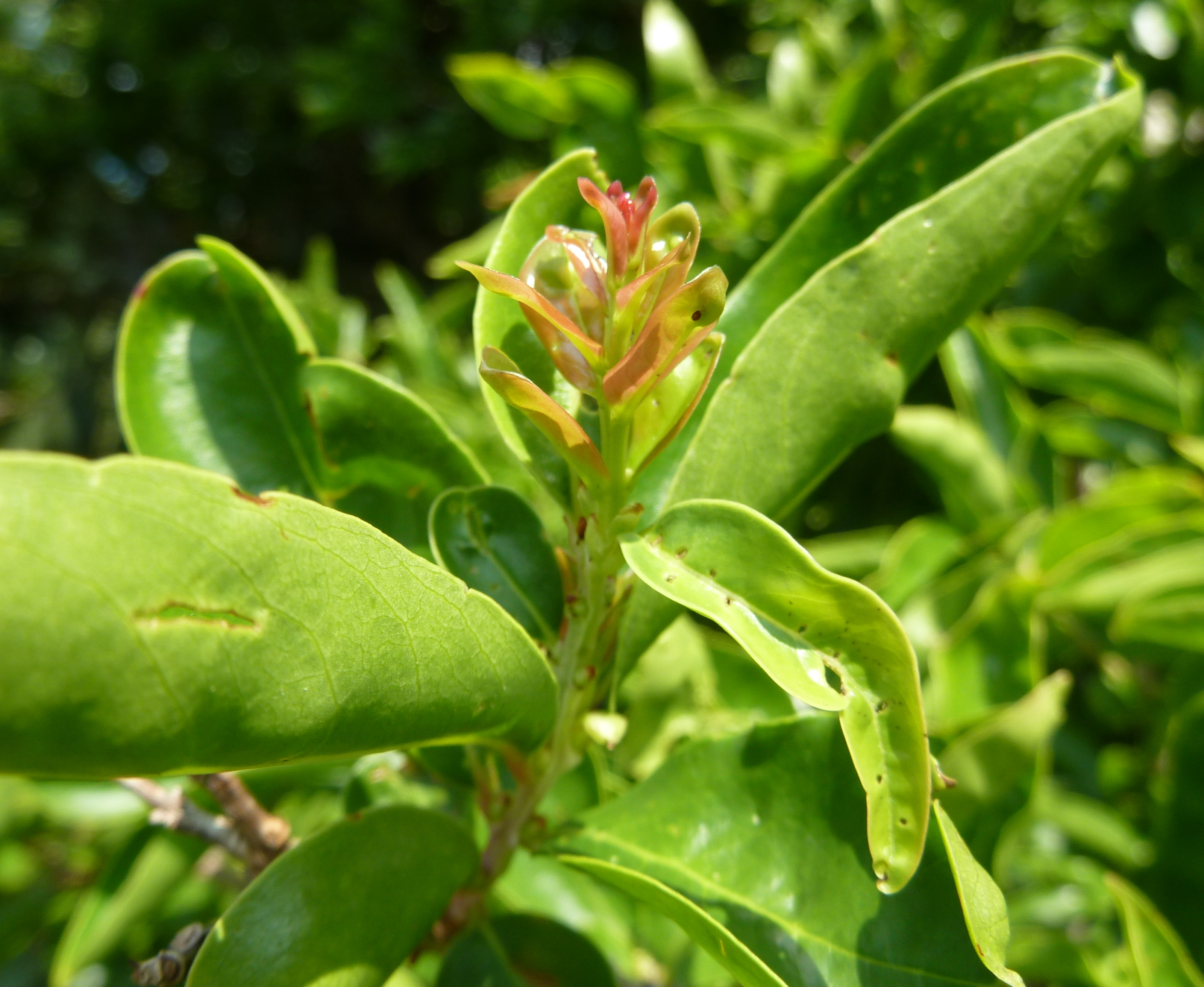
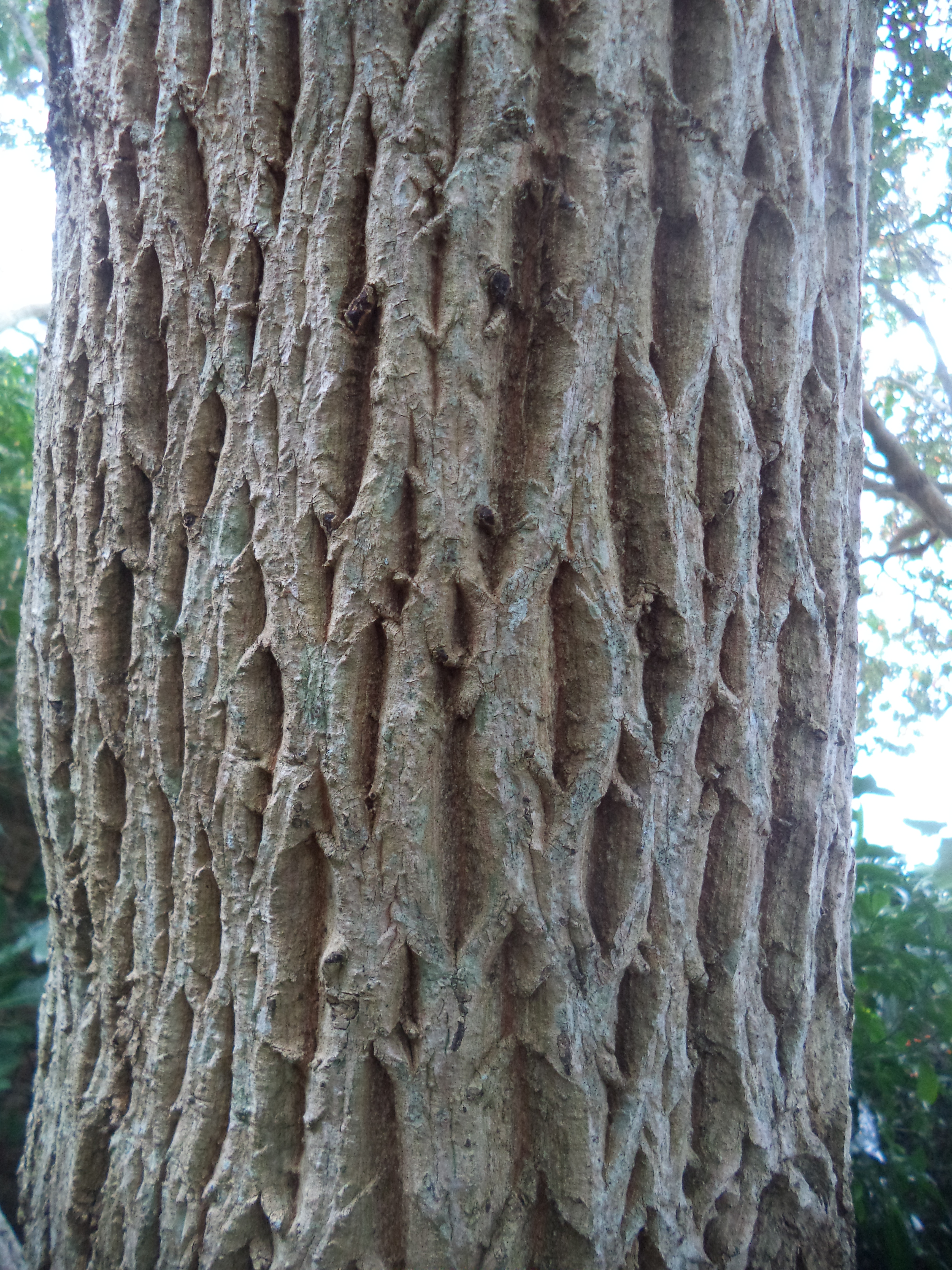
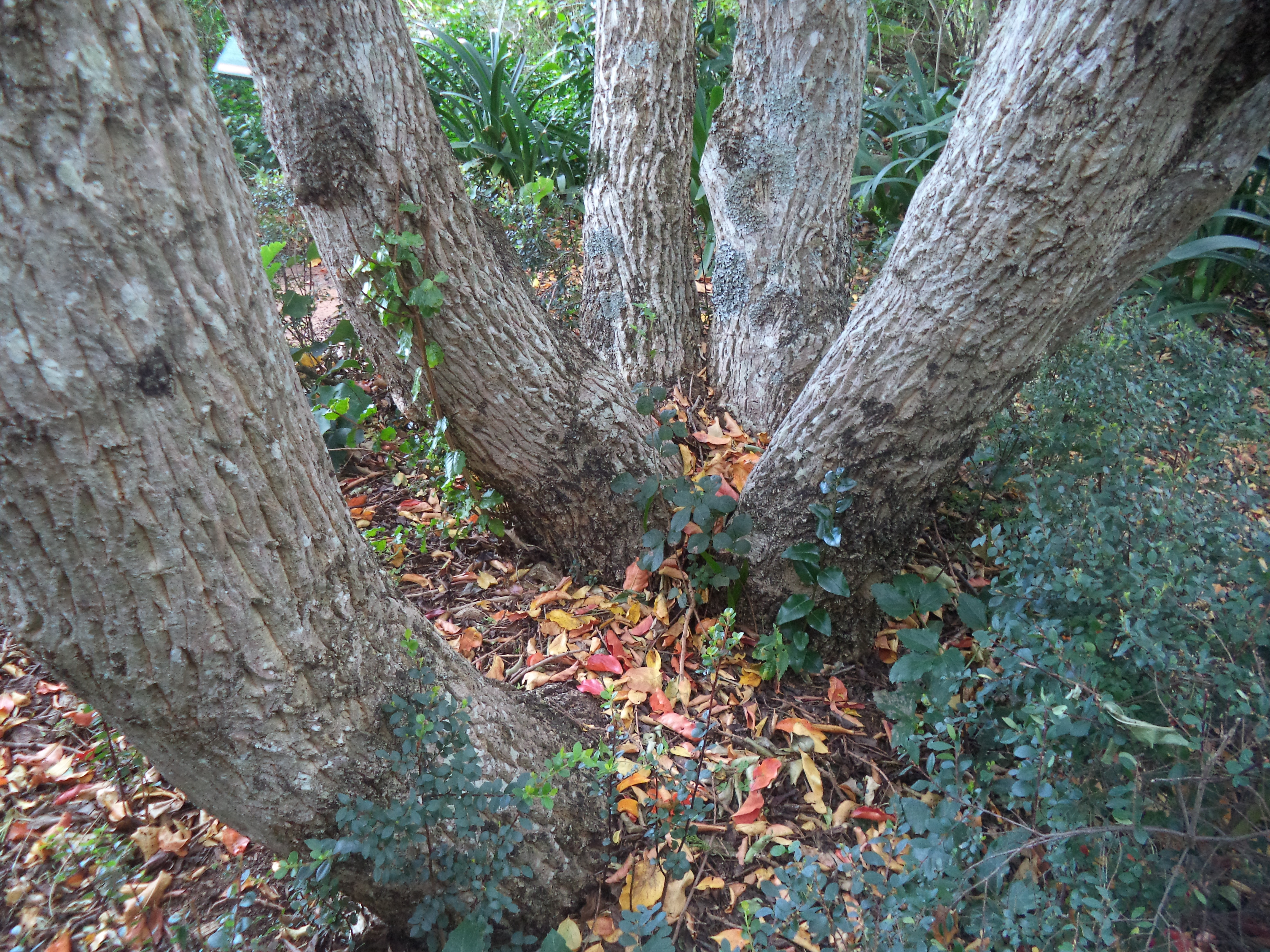